# Tre sull'altalena
Tre sull'altalena è una commedia teatrale scritta nel 1990 da Luigi Lunari nonché il testo più conosciuto del suo teatro; tradotto in ventisei lingue è correntemente rappresentata in tutto il mondo.

## Trama
Tre uomini, un commendatore, un Capitano dell'esercito e un professore si trovano nello stesso luogo per tre ragioni diverse: il commendatore per un incontro galante, il Capitano per trattare un acquisto di materiale bellico, il professore per ritirare le bozze di stampa di un suo libro. Ma cos'è esattamente quel luogo? Un discreto e comodo albergo, un luogo di affari, o una casa editrice? È possibile che tutti e tre abbiano avuto l'indirizzo sbagliato? La strana situazione accresce il mistero, anche perché l'allarme per un'esercitazione anti-inquinamento impedisce ai tre uomini di uscire. Durante la notte che sono costretti a passare insieme, i tre giungono a sospettare che la stanza possa essere davvero un'anticamera per l'aldilà e che probabilmente loro sono già morti, e in attesa del Giudizio. I tre reagiscono a questa prospettiva secondo le rispettive caratteristiche psicologiche: il commendatore è spaventato ed ansioso, il Capitano non trova niente di misterioso nella situazione e resta assolutamente indifferente, il professore usa tutta la sua logica filosofica per spiegare il fenomeno come un fatto naturale e logico. Ne risulta un dialogo umoristico centrato sui temi importanti di vita e morte, destino, predestinazione e libero arbitrio, esistenza di Dio ed ateismo. Improvvisamente una donna delle pulizie entra nella stanza e dice cose talmente ambigue da far nascere nei tre malcapitati un nuovo grande enigma: è realmente una donna delle pulizie, o è l'Angelo del Giudizio? Sul finale quando la donna esce, senza svelare il mistero, un lungo suono della sirena indica che l'allarme per l'emergenza inquinamento è finito. I tre sono pronti ad andarsene, ma la scena finale regalerà un sorprendente coup de théâtre.

## Principali rappresentazioni
Prima rappresentazione: 10 luglio del 1990 al Teatro dell'Accademia dei Filodrammatici a Milano, con la regia di Silvano Piccardi.
- Avignone (e poi Parigi), con il titolo Fausse adresse, nel 1994; regia di Pierre Santini;
- Stoccolma,  Stadsteater, 1996; regia di Benny Fredriksson
- Atlanta (USA), 14th Street Playhouse, nel 2000; regia di Brian Coley
- Bruxelles, Théatre Volter, 1998-2004; regia di Claude Volter
- Praga, Divadlo bez Zabradlì, 1998-2015, regia di Boris Ščedrin,
- Mosca, Teatro Pushkin, 2003; regia di Roman Kozak
- Calgary (Canada), Fire exit Theatre, 2004; regia di Wanda Reinhold
- Mosca, Moskowski Teatr Kurage, 2014; regia di Vadim Danziger
- Palermo, Teatro Biondo, 2015, regia di Alfio Scuderi
- Palermo, Fonderia Grok, 2024, regia di Moncada, Occorso, Sciacca

## Edizioni
- Rizzoli, BUR, Milano, 1994
- Teatr, Mosca, 1994
- Plays Interntional, Londra, 1994
- L'Avant-scène, Parigi (con il titolo "Fausse Adresse", 1995
- ADE Teatro, Madrid, 1996
- Ed. Assedio, Porto, 2001
- Book Time, Milano, 2010

## La critica
«Affidata a un dialogo serrato, sostenuta da paradossi, da equivoci, da sarcasmi caustici, la commedia sfrutta benissimo la tecnica e i contrattempi del vaudeville, non senza sconfinamenti nel teatro dell'assurdo, in una stupefazione metafisica che oscilla tra Kafka e Ionesco. Il tono generale, tuttavia, è di scatenato divertimento.» La Stampa

«La rivelazione di un capolavoro: che non mancherà di fare epoca in questo festival 1994.» La Marseillaise

«Questo elegante capolavoro ha la qualità per diventare un classico del repertorio contemporaneo.» Die Welt

«C'è molto da ridere ma anche molto da pensare.» Il corriere del Ticino

«Tutto lo humour del teatro europeo del XX secolo si ritrova in questa commedia: una sorta di commedia dell'arte riscritta da Samuel Beckett, una sorta di trattato filosofico esistenzialista scritto da Fo... che si potrebbe indicare come esempio per la letteratura del terzo millennio.» Diario de Noticias

«Il verdetto: una commedia con un cervello. Scoppierete a ridere, vi gratterete la testa, non saprete che cosa credere. Alla fine, questa commedia così seriamente stimolante e provocatoria vi lascerà divertiti e stupefatti.» Atlanta Journal Constitution